# アレクシ・サラモン
アレクシ・サラモン（英語: Alexi Salamone、1987年6月17日 - ）は、アメリカ合衆国のアイススレッジホッケー選手、元アイスホッケー選手。

## 経歴
史上最悪の原子力事故といわれるチェルノブイリ原子力発電所の炉心溶融事故から14か月過ぎたロシアで生まれ、被爆した両親から生まれた結果、両足が奇形で生まれる。4歳のときにモスクワで両足を切断する手術を受けた。その後、6歳のときにはアメリカ合衆国へと養子に出され、ニューヨーク州のグランドアイランドに住んでいる。
アイスホッケーを始めた当初は義足をつけて行っていたが、2002年を前に元アイススレッジホッケーアメリカ合衆国代表選手であったジョー・ハワードと出会ったのをきっかけにアイススレッジホッケーを始めた。2003年にはジュニアの代表に選ばれ、すぐにシニアの代表チームにも選ばれた。2006年にはトリノパラリンピックのアイススレッジホッケー競技にアメリカ合衆国代表として出場しており、チームは銅メダルを獲得している。2010年にもバンクーバーオリンピックのアメリカ合衆国代表に選出され、チームは金メダルを獲得した。